# 雙子座5
雙子座5，又名BD+24 1151，HD 42398、SAO 78079、HR 2185，是雙子座的一颗恒星，视星等为5.8，位于銀經186.8，銀緯2.76，其B1900.0坐标为赤經6h 5m 24.3s，赤緯+24° 2.76′ 32″。